# 纽约州法院系统
纽约州法院系统（Judiciary of New York、New York State Unified Court System）是指美国纽约州的州法院系统，总部位于州首府奥尔巴尼。其分为三级：州上诉法院（纽约上诉法院）、中间上诉法院（纽约最高法院上诉部门）、拥有普通管辖权的初审法院（纽约最高法院）和部分拥有有限管辖权的初审法院。

## 法院
按照功能划分，纽约州的法院系统包括基层法院、中级法院、和上诉法院。
上诉法院包括：
- 纽约上诉法院
- 纽约最高法院上诉部门
- 纽约最高法院上诉庭
- 郡法院上诉庭

中级法院包括：
- 最高法院
- 郡法院
- 特别法院（权利申诉法院、家庭法院、遗嘱检验法院）

基层法院包括：
- 纽约市法院
- 司法法院（村镇法院）
- 地区法院

民事和刑事案件的管辖权可能归属于不同地区的不同法院。纽约州法院系统被分为13个司法区，6个在上州，每个包括大概5到11个郡。纽约市有5个区，长岛有2个。

## 外部連結
- 官方网站
- Judiciary （页面存档备份，存于） in the New York Codes, Rules and Regulations
- New York Official Reports Service （页面存档备份，存于） from West
- Office of Court Administration （页面存档备份，存于） on Open NY (https://data.ny.gov/ （页面存档备份，存于）)
- National Center for State Courts （页面存档备份，存于）